# Gilia valdiviensis
Gilia valdiviensis là một loài thực vật có hoa trong họ Polemoniaceae. Loài này được Griseb. mô tả khoa học đầu tiên năm 1854.